# سوان داوتیان
سوان بارویری داوتیان (ارمنی: Սևան Պարույրի Դավթյան؛  زادهٔ ۲۲ ژوئن ۱۹۴۲ - درگذشته ۹ ژوئن ۲۰۲۰) یک شیمی‌دان و دانشمند اهل ارمنستان بود.

## زندگی‌نامه
در ۲۲ ژوئن ۱۹۴۲ در آخالکالاک به دنیا آمد و از دانشگاه دولتی ایروان (۱۹۶۵) فارغ‌التحصیل شد. وی همچنین برنده دانشمند شایسته جمهوری ارمنستان (۲۰۰۸) و جایزه رئیس‌جمهور جمهوری ارمنستان (جایزه پوغوسیان) شده است. وی در ۹ ژوئن ۲۰۲۰ در سن ۷۷ سالگی درگذشت.

## یادداشت
1. ↑  քիմիական գիտությունների դոկտոր